# Demir Imeri
Demir Imeri (sinh 27 tháng 10 năm 1995) là một cầu thủ bóng đá Albania-Macedonia thi đấu cho FC Kamza ở Albanian Superliga.